# Und sagte kein einziges Wort
Und sagte kein einziges Wort ist ein Roman des deutschen Schriftstellers Heinrich Böll aus dem Jahr 1953, der sich anhand der Beziehung eines armen, mit mehreren Kindern äußerst beengt wohnenden Ehepaares mit der Nachkriegszeit in Deutschland beschäftigt.
Die Bezeichnungen „Eheroman“, „ehekritischer Roman“ und „Mieterroman“ charakterisieren verschiedene Aspekte des Handlungsgeschehens bzw. der Darstellungsintention. Mit der Zeichnung einzelner Figuren (der entwurzelte Kriegsheimkehrer, der Priester mit dem „Bauerngesicht“) und mit diversen Motiven und Handlungselementen knüpft das Buch an den 1949–51 entstandenen, aber erst 1992 publizierten Heimkehrerroman Der Engel schwieg an. Das Schlusskapitel des Romans basiert auf einem Hörspiel Heinrich Bölls (Titel: Ich begegne meiner Frau bzw. Ein Tag wie sonst).

## Inhalt
Das Ehepaar Fred und Käte Bogner lebt seit zwei Monaten räumlich getrennt, da Fred alkoholkrank ist und seine Aggressionen, die aufgrund der Enge der Wohnung und des Lärms entstehen, nicht kontrollieren kann. Von der bigotten Zimmervermieterin, die über exzellente Beziehungen zum lokalen Klerus verfügt, erhält das Paar wenig Unterstützung, vielmehr kristallisiert sich in ihr eine Art Gegenspielerin heraus. Auch die katholische Amtskirche stellt die Einhaltung von Geboten und den Empfang von Sakramenten über das leibliche und seelische Wohl der Menschen, für deren Nöte sie kein Sensorium besitzt. Eine Ausnahme bildet ein einfacher Priester (mit einem Bauerngesicht), der, indem er sich um Anteilnahme bemüht und Nächstenliebe praktiziert, eine Art „Gegenkirche“ begründet. Treffpunkt der Mitglieder dieser „Gegenkirche“ ist eine Imbissstube, in der neben dem „Bauernpriester“ auch Käte und Fred Bogner verkehren (Bölls Arbeitstitel für das Romanprojekt lautete: „Die Imbißstube“).
Die Erzählhandlung beginnt am Samstag, dem 30. September (dem Datum nach also vermutlich 1950), und endet zwei Tage später, gegen Mittag des 2. Oktober. Im Mittelpunkt der Handlung stehen Vorbereitung und Durchführen eines Treffens der Ehepartner, das schließlich in die Entscheidung der erneut schwangeren Käte mündet, die Beziehung zu beenden. Eine Wende bringt jedoch eine „Begegnung“ auf der Straße, die Fred die Augen öffnet (Böll verwendet das biblische Wort „erkennen“) und ihn in die gemeinsame Wohnung – und in die Ehe – zurückkehren lässt. Dies wird am Schluss des Romans – durch Freds programmatisches „nach Hause“ – nur angedeutet. Ursprünglich hatte Böll ein zusätzliches vierzehntes Kapitel entworfen, das die tatsächliche Heimkehr Freds darstellt. Der Klappentext der Ausgabe von 1953 formuliert zum Romanschluss: „Es werden keine Vorsätze gefaßt und es wird kein fröhlicher neuer Anfang gefeiert. Etwas anderes geschieht: die Unterwerfung unter ein höheres Gesetz als dem des persönlichen Wohlergehens.“

## Erzählweise
Das Buch ist als doppelter Ich-Roman konzipiert; in den dreizehn Kapiteln werden – alternierend aus der Sicht des Mannes und der Frau – die Probleme einer Ehe in schwierigen Zeiten (Wohnungsnot) reflektiert. Die Kritik an Amtskirche und bürgerlichem Katholizismus (Frau Franke) manifestiert sich auch in satirischen Passagen, von denen die Schilderung einer Prozession (zu Ehren des Heiligen Hieronymus) aus der Sicht Freds einen Höhepunkt darstellt. Zielpunkte der satirischen Kritik sind in dieser Szene die hierarchische Struktur der katholischen Kirche und deren Repräsentationsgehabe. Eine satirisch entlarvende Intention verfolgt der Autor auch, wenn er die katholische Prozession mit dem Umzug des Drogistenverbandes parallelisiert. In der Zeichnung des die Prozession anführenden Bischofs (u. a. dessen philologischen Liebhabereien) haben zeitgenössische Interpreten eine Hindeutung auf den Kölner Erzbischof Joseph Kardinal Frings erkennen wollen. Im militärischen Habitus des Bischofs liegt vermutlich eine Anspielung auf den Umstand, dass die katholische Amtskirche und insbesondere auch Kardinal Frings als Vorsitzender der deutschen Bischofskonferenz die Remilitarisierungspolitik der Regierung Adenauer ideologisch unterstützten.

## Rezeption
Böll erhielt für diesen Roman mehrere in- und ausländische Preise u. a. den Literaturpreis des Verbandes der Deutschen Kritiker. Hans Werner Richter (Gruppe 47) bezeichnete Und sagte kein einziges Wort 1953 als „das beste Buch, das in der Nachkriegszeit geschrieben worden ist“.
Karl Korn schrieb in der Frankfurter Allgemeinen Zeitung (4. April 1953): „Der Roman darf ein Ereignis genannt werden, weil er undoktrinär ist, sich von literarischen Experimenten und Richtungen fernhält, die unmittelbare menschliche Not ehrlich und wahrhaftig ausspricht, nicht gescheit sein will, nur wahr, nichts als wahr, rücksichtslos wahr. […] Wenn mich künftig einer fragt, was denn die Deutschen heute an Büchern von wirklicher Kraft und Wahrhaftigkeit vorzuweisen hätten, werde ich den Böll nennen.“
Friedrich Sieburg meinte in der Zeitschrift Die Gegenwart (11. April 1953): „Die Kraft, sich wieder zusammenzufinden, wird nicht aus den Geboten Gottes geschöpft. Aber der Augenblick, in dem sich die Augen des Mannes öffnen, ist ein religiöses Ereignis, das die Kraft des Menschen allein nicht herbeiführen kann. Es ist ein großartiger Augenblick, wie ihn sonst nur ein Graham Greene zu ermitteln und zu schildern versteht.“
Gottfried Benn kommentierte in einem Brief, 29. Oktober 1953: „ganz gut! (sehr katholisch)“.
Das Buch war auch ein großer Erfolg beim Publikum. Bis Ende 1953 wurden in mehreren Auflagen 17.000 Exemplare in den Handel gebracht. Lis Hofmann schrieb 1953 im Dezember-Heft der Monatsschrift Geist und Tat: „Es ist etwas Seltsames geschehen: Ein Buch, das die äußere und seelische Trümmerlandschaft zum Gegenstand hat, ist ein großer ungeahnter Bucherfolg geworden.“
Der Komponist Gottfried von Einem plante 1958, Und sagte kein einziges Wort einer Oper zugrunde zu legen. - Der Komponist György Sándor Ligeti hielt 1961 einen berühmt gewordenen Vortrag zum Thema „'Die Zukunft der Musik' - und sagte kein einziges Wort.“

## Ausgaben
Der Roman erschien zuerst 1953 im Verlag Kiepenheuer & Witsch, Köln. Eine erste Taschenbuchausgabe veröffentlichte 1957 Ullstein; der Text dieser Ausgabe ist an vielen Stellen gekürzt. Einen Neudruck, der zahlreiche Textfehler und ungerechtfertigte Eingriffe von Verlagsmitarbeitern aufweist, brachte Kiepenheuer & Witsch 1962 heraus. Auf dieser Ausgabe basieren der Druck des Romans innerhalb der ersten Ausgabe der Werke (1977), die dtv-Taschenbuchausgabe (zuerst 1980) und auch die Edition in Band 6 der Kölner Ausgabe (hrsg. von Árpád Bernáth, erschienen 2007), ein Vorgehen, das auf harsche Kritik gestoßen ist. Die Kölner Ausgabe bietet z. B. "ein seltsamer und beruhigender Glanz" statt "ein seltsamer und beunruhigender Glanz", "Das ganze törichte Geschwätz" statt "Das ganze tödliche Geschwätz", "ein Beiklang von amtlicher Gültigkeit" statt "ein Beiklang von amtlicher Gleichgültigkeit", "Die Freude aus ihren Gesichtern" statt "Die Freude auf ihren Gesichtern" und "kämmte mein Haar fest" statt "klemmte mein Haar fest". In der Kölner Ausgabe werden falsche Angaben über die tatsächliche Textgrundlage gemacht.

### Rezensionen
- Hans Georg Brenner: Ehe in unserer Zeit. 48 Stunden aus dem Leben zweier Menschen. In: Die Welt. 28. März 1953.
- Christian Ferber: Elend und Kraft in unseren Tagen. In: Die Neue Zeitung. (Frankfurt am Main). Nr. 85, 11./12. April 1953, S. 19.
- Klaus Harpprecht: Die unterbrochene Ehe. Seelische Monologe werden zum Dialog in Heinrich Bölls neuem Roman. In: Christ und Welt. (Stuttgart). Nr. 32, 6. August 1953, S. 6.
- Walter Jens: "...und sagte kein einziges Wort". Ein Nachkriegsautor setzt sich durch - Heinrich Böll schrieb den Roman einer zerrütteten Ehe. In: Welt am Sonntag. Nr. 19, 10. Mai 1953.
- Karl Korn: Eine Ehe in dieser Zeit. In: Frankfurter Allgemeine Zeitung. Nr. 79, 4. April 1953.
- Rudolf Krämer-Badoni: Happy-End aus Gewissensernst. In: Kölner Stadt-Anzeiger. 22. Januar 1954.
- Rolf Schroers: Die enge Pforte. In: Neue literarische Welt. (Darmstadt). 4. Jg., H. 7, 10. April 1954, S. 12.
- Friedrich Sieburg: Zweistimmig. In: Die Gegenwart. (Frankfurt am Main.). 8. Jg., Nr. 179, 11. April 1953, S. 247.
- Roland H. Wiegenstein: ...und sagte kein einziges Wort. In: Frankfurter Hefte. 8, H. 6, Juni 1953, S. 474–476.

### Forschungsliteratur
- Erhard Bahr: Geld und Liebe in Bölls Roman „Und sagte kein einziges Wort“. In: The University of Dayton Review. 12, No. 2, 1975/76, S. 33–39.
- Werner Bellmann: Von „Der Engel schwieg“ zu „Und sagte kein einziges Wort“. In: Heinrich Böll. Romane und Erzählungen. Interpretationen. Hrsg. von W. B. Reclam, Stuttgart 2000, S. 82–108.
- Karl-Josef Kuschel: „Und sagte kein einziges Wort“: Ein Roman von Heinrich Böll. In: Karl-Josef Kuschel: JESUS in der deutschsprachigen Gegenwartsliteratur. Zürich u. a. 1978, S. 152–163.
- Ernst Ribbat: Heinrich Böll: „Und sagte kein einziges Wort“. Ein Rettungsversuch mit Vorbehalten. In: Der Deutschunterricht. 33, Nr. 3, 1981, S. 51–61.
- Karl-Ludwig Schneider: Die Werbeslogans in dem Roman „Und sagte kein einziges Wort“. In: Marcel Reich-Ranicki (Hrsg.): In Sachen Böll. Ansichten und Einsichten. 8. Auflage. dtv, München 1985, S. 183–188.